# Xã Long Prairie, Quận Todd, Minnesota
Xã Long Prairie (tiếng Anh: Long Prairie Township) là một xã thuộc quận Todd, tiểu bang Minnesota, Hoa Kỳ. Năm 2010, dân số của xã này là 844 người.